# La fábrica de Absoluto
La fábrica de absoluto (Továrna na absolutno en checo) es una novela escrita por Karel Čapek y publicada en 1922 en entregas periódicas. Trata sobre la invención de un "carburador atómico", capaz de transformar la materia en energía aniquilándola, con el efecto secundario de emanar una energía divina que fanatiza a quien la absorbe. Čapek comenzó a escribirla luego de terminar su famosa obra teatral Robots Universales Rossum, enviándola en entregas al periódico Lidové noviny para que la publicara en una serie de folletines semanalmente. Avanzada la obra sufrió un declive de inspiración, aunque al final logró escribir treinta capítulos. El autor la consideraba justamente más como una serie de folletines que como una novela.

## Argumento

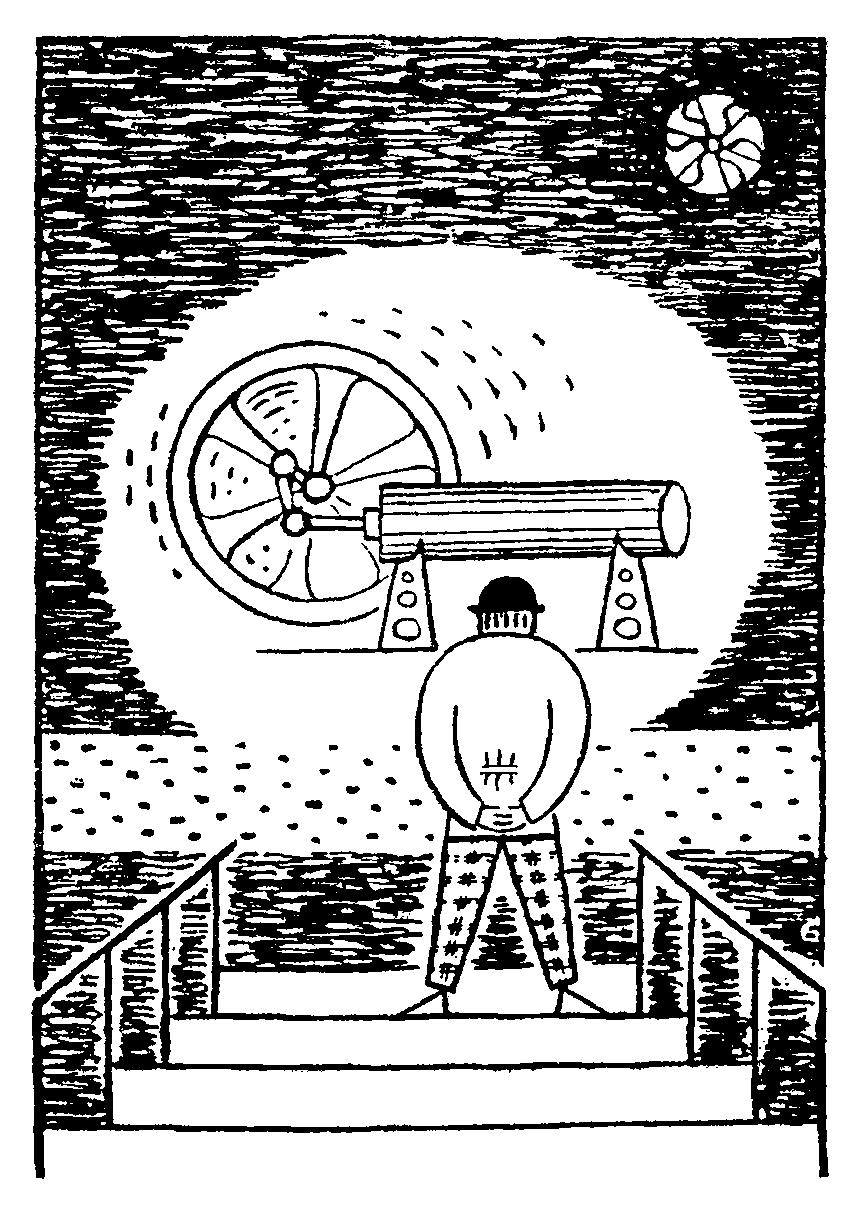
Ilustración del carburador de Rudolf Marek, hecha por el hermano de Karel Čapek, Josef Čapek.

La historia comienza en 1943 (el futuro para la época de la publicación) con el señor G. H. Bondy, ejecutivo de la industria metalúrgica, asistiendo a la fábrica de su antiguo compañero Rudolf Marek para comprar su invento, durante una crisis económica. Marek le explica que consiste en un "carburador" que libera la energía de los átomos de una manera completamente eficiente. Sin embargo, tiene el efecto secundario de liberar la energía divina (Dios, o el "Absoluto") encerrada dentro de la materia, la cual provoca un fervor religioso y la capacidad de obrar milagros a quien la absorbe.
A pesar de las advertencias del inventor y de la Iglesia, Bondy se lanza a la producción masiva de carburadores, los cuales se vuelven la nueva fuente de energía del mundo, y comienzan a provocar estallidos de religiosidad y la aparición de sectas en todas partes. El absoluto resulta ser una entidad inteligente, la cual se siente impulsada a la fabricación milagrosa y compulsiva de productos en las fábricas donde se encuentran carburadores, lo que da lugar a una ola de abundancia ineficaz de productos que desestabiliza la economía. Sólo la industria del campo logra evitar el desastre total continuando con la política de la escasez.
Todas las sectas y religiones del mundo comienzan una lucha por declarar que el Absoluto es el dios de sus propias creencias. La Iglesia Católica, en medio de la competencia, canoniza oficialmente al Absoluto como Dios. Luego de esto estalla una guerra religiosa por toda Europa y posteriormente por todo el mundo, con miles de facciones enfrentándose entre sí. En Francia surge un emperador llamado Toni Bobinet, que comienza a avanzar por Europa y Asia destruyendo los carburadores. Se desencadena una guerra mundial total, que dura desde 1944 hasta 1953 y en la que mueren ciento noventa y ocho millones de personas. El Absoluto adorado por cada bando interviene milagrosamente en las batallas destruyendo los carburadores del enemigo e impidiendo estrategias modernas de guerra. Mientras tanto, Marek se refugia en las montañas y Bondy en un atolón del Pacífico.
Se cree que la guerra termina cuando unos pocos soldados, cansados de luchar, abandonan el enfrentamiento y se vuelven amigos. La novela termina narrando una cena entre varios de los personajes principales, quienes discuten cuáles son las causas del fanatismo entre las personas. Los últimos carburadores son destruidos.

## Análisis
En esta obra se puede observar el rechazo de Čapek al fascismo y al absolutismo al criticar las actitudes autoritarias de los personajes fanatizados. La novela es una clara crítica a la búsqueda de una verdad absoluta y la imposición de la misma. Por otra parte, se nota su recelo contra el comunismo al definir las acciones caóticas de la entidad del "Absoluto" como "comunismo místico". Tanto en Robots Universales Rossum como en esta novela se puede notar la dialéctica de "explotadores-obreros": en la primera se muestran a los robots como obreros perfectos, y en la segunda se habla del Absoluto como un obrero sobrenatural y místico. La obra del autor parece inclinarse por los relatos de destrucción y caos provocados por la lógica interna del capitalismo industrial.
En la novela hay referencias y críticas a todos los elementos de la sociedad: el empresariado, la Iglesia, el ejército, los políticos, el periodismo e incluso la masonería. Čapek usa estas figuras para atacar la confianza en verdades absolutas y la ceguera ideológica. La obra es, también, una reflexión sobre el capitalismo y el peligro que el autor veía en su lógica en contacto con la naturaleza humana imperfecta.